# 核动力飞机
核动力飞机（nuclear aircraft）是一种由核动力驱动的飞行器。关于此种飞行器的研究肇始于冷战时期的苏联和美国，据推测这种飞机可以保证一个国家的战略轰炸机携带核武器在空中飞行非常长的时间，从而形成一种行之有效的核威慑战术。没有任何一个国家曾经量产过核动力飞机。一个从未被完全解决的设计问题是如何为乘员加装一套沉重的防辐射屏蔽层以免他们遭到核辐射。1960年代洲际弹道导弹技术得到发展后对此类飞行器的研发动力和战术改进均大为削减，有关的计划纷纷取消。由于这项技术与生俱来的巨大危险性，它从未被考虑用于民用。
无人导弹曾经被设计成核热能火箭，但是诸如此类的设计被认为对载人飞行来说太过危险。

## 美国的计划

### NEPA与ANP

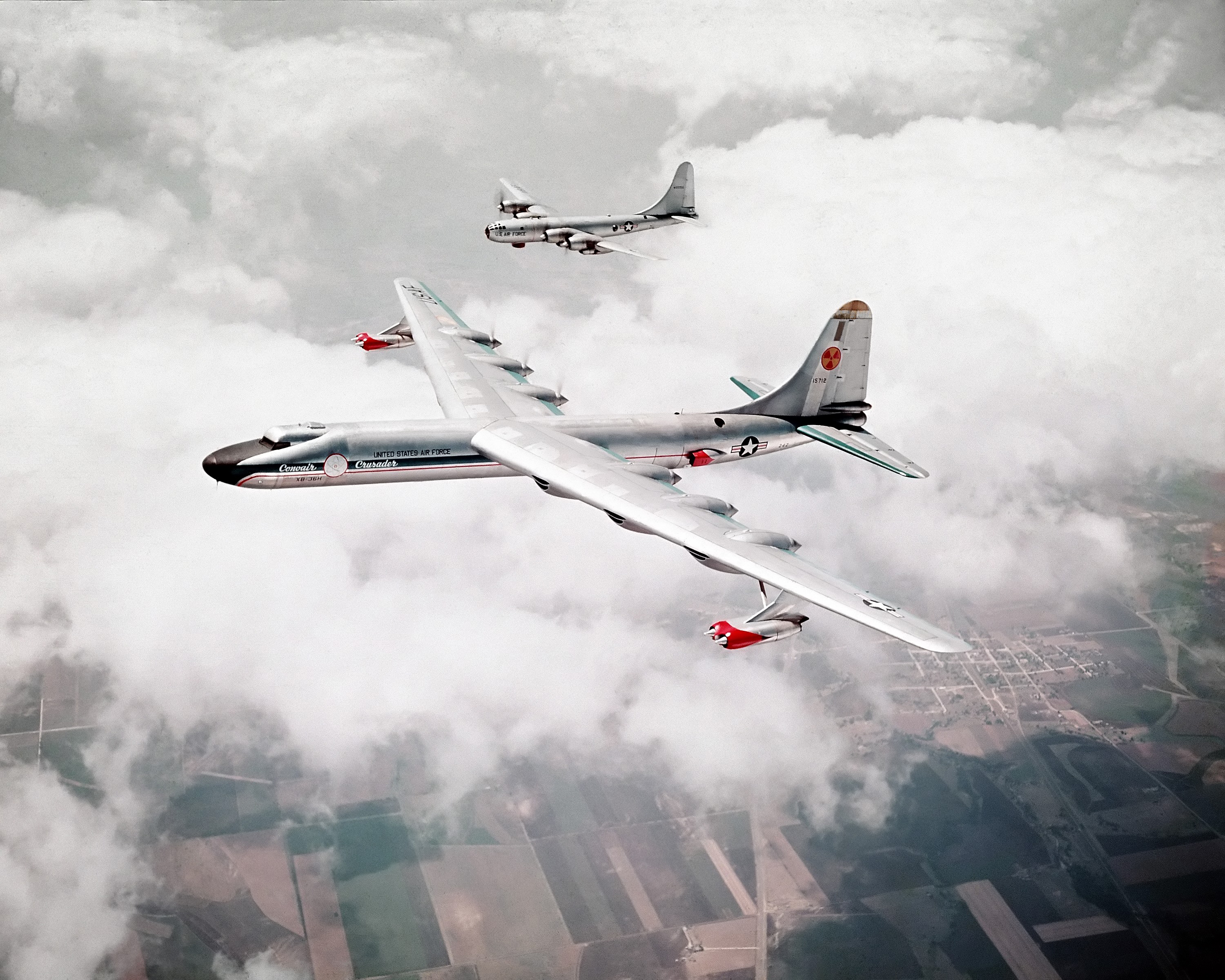
美国唯一携带过核反应堆的飞行器是NB-36H，该项目于1958年取消。

1946年5月美国空军启动了“核动力飞行器计划”（NEPA）。相关的研究一直进行到1951年5月这个计划被“航空核动力计划”（ANP）取代。ANP包含对研究两种不同型号的核动力航空发动机的（资金等）支持，两种发动机分别是通用电气的直接空气循环发动机（Direct Air Cycle）和普惠公司的间接空气循环发动机（Indirect Air Cycle），此外ANP还包含授予康维尔公司改装两架B-36的MX-1589项目，其中一架飞机用于研究机载核反应堆的辐射屏蔽设备，另一架则会被改装为X-6试验机。但在X-6完成之前这一计划便被取消。
核动力航空发动机的第一次运行于1956年1月31日利用一台改装过的通用电气J-47喷气发动机完成。ANP计划在总统向国会递交的1961年预算报告中被终止。
橡树岭国家实验室主持了航空核动力实验反应堆的研究工作，以造出核动力飞机。两台通用电气的涡轮风扇发动机借助两台被屏蔽起来的反应堆成功达到了近满功率输出。这两台发动机和反应堆系统被装在了爱达荷国家实验室南部的EBR-1设施内。
美国为全新的特殊设计轰炸机WS-125设计了三种发动机，这些以及NEPA都被艾森豪威尔总统裁撤掉，总统还向国会表示没必要紧急发展这个项目。艾森豪威尔重新制定了一个小型计划来发展高温材料和高性能反应堆。这个项目在肯尼迪执政早期就被取消了。

### 冥王星计划
1957年美国空军和美国原子能委员会被劳伦斯放射学实验室对将核反应堆放出的热加到冲压发动机上的设备的研究产生了兴趣。这个研究被命名为“冥王星计划”（Project Pluto）。此计划研制的发动机被计划用于一种叫SLAM（超音速低空导弹，Supersonic Low Altitude Missile）的无人巡航导弹。计划成功造出了两台在地面运转的试验机。1961年5月14日，世界上第一台核动力冲压发动机Tory-IIA被装在一个火车车厢上（进行试验），它在咆哮了几秒钟后便用尽了寿命。1964年7月1日，历经七年零六个月的研究，“冥王星计划”被取消。

## 苏联的计划

### “苏联核动力轰炸机”恶作剧
1958年12月1日的《航空周刊》（Aviation Week）上刊出了一篇题为《苏联试飞核动力轰炸机》（Soviets Flight Testing Nuclear Bomber）的文章。文章声称苏联已经在核动力飞行器领域取得长足进步。文章后面还附有编辑部的评论，编辑部声称这架飞机真的存在，宣称“一架核动力轰炸机正在苏联试飞。大约六个月前试飞开始，这架飞机在莫斯科地区上空飞了至少两个月。它被很多来自共产主义国家和非共产主义国家的外国目击者从地面或者飞机上看到”。文章说“苏联核动力飞机是军用大续航力机载预警系统和导弹发射平台的原型机”，不像美国的类似飞机设计纯粹用于实验。
文中的插图包括了推测性的技术注释。它们被广为传播以至一家公司生产出了塑料的模型，对文中的注释进行了忠实的呈现。
华盛顿很快对“俄国人在核动力航空发动机领域领先美国三到五年并会继续扩大优势，除非美国推进自己的项目奋起直追”这一问题表达了关切。这导致了美国在一段时间内持续向自己的类似项目拨款。
事实上，整篇文章完全是个恶作剧。文中的图片后来被发现是纯属常规轰炸机的马萨契夫M-50（北约代号“野蛮人”）。这是一种功能类似美国空军B-58“盗贼”的中程战略轰炸机。其设计被认为是一个失败因而从未正式服役。M-50于1963年的苏联航空节上在莫尼诺被公诸于众，结束了所有的争论。

### 图-119
苏联真正的核动力飞机计划是实验性质的图-119（Tupolev Tu-119），也被叫做图-95LAL（LAL来自Летающая Атомная Лаборатория，“航空核动力实验”之意）。这架飞机的设计基于图-95轰炸机，拥有四台常规的涡轮螺旋桨发动机和一个机载核反应堆。图-119完成了34次试飞，大多数是在反应堆关闭情况下进行的，试飞的主要目的在于测试辐射阻隔系统的可靠性，这是工程师们重点关注的问题。使辐射降到足够低的阻隔系统所用的质量小到了满足继续发展的要求。但是，就如同在美国那样，核动力飞机的发展到此为止。洲际弹道导弹的明显潜力使得这个耗资不菲的项目变得无用，1960年代中期前后计划被取消。
苏联的其他几个设计都停留在纸上谈兵的阶段。